# 李濟

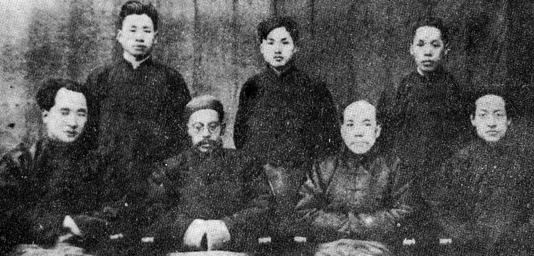
清華國學研究院講師1925年合照，前排左起李濟、王國維、梁啟超、趙元任

李濟（1896年7月12日—1979年8月1日），原名順井，字受之，改字濟之，湖北鍾祥人，中華民國考古学家、人類學家，是中國考古學史上首次正式進行考古發掘工作的學者，被稱為“中國現代考古學之父”。主持河南安陽殷墟發掘，使殷商文化由傳說變為信史。

## 生平
1896年7月12日，李濟生於湖北鍾祥縣雙眼井，父親是縣裡教「大館」的先生。1900年，四歲時發蒙讀書。1905年，入縣立高小。1907年，父親到北京參加會考，考中後分到學部，家人坐火車到北京。次年入江漢學堂，學習半年後轉考入五城學堂。1911年，考入清華學堂，期間曾從琴家黃勉之學習古琴。
1918年，李濟畢業後赴美留學，就讀麻省克拉克大學學習攻讀心理學，和徐志摩同住半年。一年後改修社會學碩士學位。1920年進入哈佛大學人類學系，並於1922年加入美國人類學會。他受民族學家羅蘭·狄克森與體質人類學家恩斯特·虎頓指導，於1923年完成論文《中國民族的形成》，從而獲得人類學博士學位，並於同年回國擔任南開大學教授，首開人類學課程。
1924年10月，李濟在丁文江資助下，與譚錫疇到河南新鄭考察被盜掘的古墓。1925年，任清华学校國學研究院讲师。1926年，和袁复禮一起主持河東道西陰村新石器時代遺址的發掘，這也是在當時西方地質學家、傳教士壟斷的中國考古工作中，第一個由華人主持的考古田野發掘。在西陰村遺址，考古學家發現了一個被人工剖開的蠶繭，年代可能在距今五千年以上，這也是目前全世界所知與絲織工藝發展相關最早的證據。1929年初，歷史語言研究所傅斯年聘請李濟為中央研究院歷史語言研究所考古組組長，接手董作賓的職務，領導日後十年的殷墟發掘工作。1932年，周口店發掘的改革也借鑒了殷墟的發掘方法
1935年，李濟被選為中央研究院評議員。1938年，被英國皇家人類學會推選為名譽會員。1945年，擔任中央歷史博物館首任館長。1948年3月當選中央研究院第一屆院士，同年底隨中華民國政府遷台。1949年，創立國立臺灣大學考古人類學系，並出任首任系主任，填補了戰後遭國府遣返日籍教授的空缺。1955年，接任董作賓的遺缺，擔任中央研究院歷史語言研究所所長；1972年卸任。1958年，代理中研院院長。1969年1月，考察台東縣長濱鄉八仙洞遺址，命名為長濱文化。
1979年8月1日，李濟病逝於臺北市溫州街寓所。

## 影响
李濟對中國考古學的影響是持久與多面向的：他堅持以第一手的材料作為立論依據，並主張考古遺物的分類應根據可定量的有形物品為基礎；從文化人類學的觀點詮釋考古資料，並不以中國的地理範圍限制中國考古學的研究問題。“把中國文化放在世界文化裡”進行研究，在張光直看來，正是一種“人類學”的“古史觀”；但這一觀察，並未阻止張光直得出這樣的結論：“1950年以前，中國考古學最主要的特徵是民族主義”。張光直認為：“事實上，民族主義考古學是全世界每一個國家都有的，最常見的就是‘文明的起源’這一類的主張。”
李濟在1928年至1937年所主持的殷墟發掘，塑造了中國考古學學術體系的雛形。李濟是1950年代至1980年代的中國大陸與臺灣考古學的主要領導人物，如夏鼐、尹達、高去尋、石璋如、尹煥章與趙清芳等都曾接受他與梁思永的指導與訓練，並參與殷墟的發掘工作；他在臺灣所栽培的學生，如張光直、許倬雲等，亦為中國考古學與中國上古史界的領導人物。張光直評價道：「就中國考古學而言，我們仍活在李濟的時代。」國立中央大學中國文學系退休教授姚振黎表示，當「中國考古學大師」李濟在中央研究院歷史語言研究所已然成為「華人考古學之父」，李濟自道「國寶古物再搬遷，是不得已的選擇」，仍自覺「好像初出籠的包子似的，總帶了些熱氣」。

## 家庭
- 李鳳徵（长女）1942年初，死於伤寒。
- 李鶴徵（次女）1940年夏，死于急性肠炎。
- 李光謨（兒子）——中國人民大學教授，翻譯家。
- 李光周（養子）——國立臺灣大學教授，考古學家。

## 著作
宋史研究名家、中央研究院歷史語言研究所兼任研究員黃寬重指出，李濟的藏書與重要書信，在同為考古學家的養子李光周逝世後，流落到舊書攤。
- 西陰村史前的遺存，清華研究院叢書，1928 。
- The Formation of the Chinese People. Harvard University Press,1928.
. 上海世纪出版. 2008-4. ISBN 9787208077690.
- 城子崖，與傅斯年、董作賓、梁思永、吳金鼎、郭寶鈞、劉嶼霞合輯，中央研究院歷史語言研究所中國考古報告集之1，1934 。
- . 1943.
- 小屯第三本‧殷墟器物甲編：陶器上輯，中央研究院歷史語言研究所中國考古報告集之2，1956 。
- The Beginnings of Chinese Civilization: Three Lectures Illustrated with Finds at Anyang. Seattle: University of Washington , 1957.
中国文明的开始. 外語教學與研究出版社. 2011-4. ISBN 9787513506120.
中国文明的开始. 台灣商務印書館. 1970-07.
- 殷墟出土青銅觚形器之研究，與萬家保合著，中央研究院歷史語言研究所中國考古報告集之4‧古器物研究專刊第一本， 1964 。
- 殷墟出土青銅爵形器之研究，與萬家保合著，中央研究院歷史語言研究所中國考古報告集之4‧古器物研究專刊第二本， 1966 。
- 殷墟出土青銅斝形器之研究，與萬家保合著，中央研究院歷史語言研究所中國考古報告集之4‧古器物研究專刊第三本， 1968 。
- 殷墟出土青銅鼎形器之研究，與萬家保合著，中央研究院歷史語言研究所中國考古報告集之4‧古器物研究專刊第四本， 1970 。
- 殷墟出土五十三件青銅器之研究，與萬家保合著，中央研究院歷史語言研究所中國考古報告集之4‧古器物研究專刊第五本， 1972 。
- . University of Washington Press. 1978-4. ISBN 9780295954905. 
. 商务印书馆. 2011-12. ISBN 9787100086158.
- . 上海人民出版社. 2006-8. ISBN 9787208061040.
- . 上海人民出版社. 2017.12. ISBN 978-7-208-14541-2.
- 〈幽蘭和聲〉，原載於《清華學報》第二卷第二期，後被《琴學叢書》收錄。[6]

## 腳註
1. ↑  李亦园, 黃克武, 潘彥蓉. . 中央研究院近代史研究所. 2005: 52.
2. ↑  . 人民政协网. 2021-08-05  [2022-01-25]. （原始内容存档于2022-01-25）.
3. ↑  . 新华网. -. 2021-04-30  [2022-01-25]. （原始内容存档于2022-01-25）.
4. ↑  . 南方都市报. 2009-09-13  [2022-01-25]. （原始内容存档于2022-01-25） –中国教育和科研计算机网.
5. ↑  巢父. . 《萬象》 (遼寧教育出版社). 2006-05, 8 (2)  [2022-05-22].
6. 1 2  嚴曉星. . 〈「中研院」好琴兩院士〉 (北京: 中華書局). 2013: 137. ISBN 9787101095715.
7. ↑  感舊錄（1967年）
8. ↑  李光谟（2004年）
9. ↑  劉文鎖;博思源.  (PDF). 古今論衡. 2009.12, (第 20 期)  [2021-10-08]. （原始内容存档 (PDF)于2021-10-08）.
10. ↑  西陰村遺址西北隔鳴條崗近涑水河，東南隔青龍河依中條山，是一處新石器時代遺址，面積約三十萬平方公尺。遺址內發現有窖穴、灰坑等多處遺跡，並出土各種陶片、石器、骨器六餘箱，特別是在遺址中發現了半個蠶繭證明了遠在六千年前這一帶就出現了植桑、養蠶業，仰韶廟底溝類型文化遺跡有半地穴式圓形或長方形房址及不同形狀的灰坑。出土遺物包括石、骨、蚌、陶等類。主要器型有釜、灶、夾砂罐、尖底瓶、直口或斂口缽、斂口甕、缸、彩陶罐等。
11. ↑  张森水.  (PDF). 人类学学报. 1996, (4): 362–370+380  [2022-11-14]. ISSN 1000-3193. doi:10.16359/j.cnki.cn11-1963/q.1996.04.011. CNKI RLXB604.010. （原始内容存档 (PDF)于2020-05-17）.
12. ↑  查晓英. . 考古. 2012, (6): 82～92  [2021-10-08]. （原始内容存档于2021-10-09）.
13. ↑  張光直（1981年），第99-100页
14. ↑  姚振黎. . 聯合報. 2022-09-12  [2022-09-12]. （原始内容存档于2022-09-13）.
15. ↑  何定照. . 聯合報. 2022-09-11  [2022-09-12]. （原始内容存档于2022-10-08）.